# Тилигульское
Тилигульское (укр. Тилігульське, до 2016 г. — Червоная Нива) — село, относится к Лиманскому району Одесской области Украины.
Население по переписи 2001 года составляло 6 человек. Почтовый индекс — 67530. Телефонный код — 4855. Занимает площадь 0,08 км². Код КОАТУУ — 5122781703.

## Местный совет
67530, Одесская обл., Лиманский р-н, с. Калиновка, ул. Центральная